# Wokingham
Wokingham er en by i Wokingham-distriktet, Berkshire, England, med et indbyggertal (pr. 2015) på 45.045. Distriktet har et befolkningstal på 160.409 (pr. 2015). Byen ligger 53 km fra London.